# GJ 357 d
GJ 357 d es un exoplaneta, considerado una «supertierra» que orbita dentro de la zona de habitabilidad de su estrella, GJ 357, una enana roja de tipo M situada a 31 años luz del sistema solar. El sistema planetario está localizado en la constelación de Hidra.
Fue descubierto por un equipo liderado por Rafael Luque, del Instituto de Astrofísica de Canarias (IAC), durante la observación de GJ 357 que buscaba confirmar la existencia de otro planeta, GJ 357 b, que había sido tentativamente detectado usándose datos de fotometría del satélite Transiting Exoplanet Survey Satellite (TESS). Las observaciones depararon en el descubrimiento, anunciado en julio de 2019, de un sistema planetario de al menos tres planetas.